# Fushimi
Keizer Fushimi (伏見天皇, Fushimi-tennō, 10 mei 1265 - 8 oktober 1317) was de 92e keizer van Japan, volgens de traditionele opvolgingsvolgorde. Hij regeerde van 27 november 1287 tot 30 augustus 1298.
Fushimi’s persoonlijke naam (imina) was Hirohito-shinnō (熈仁親王).. Hij was de tweede zoon van keizer Go-Fukakusa. Fushimi had in zijn leven vier keizerinnen en hofdames. Onder zijn kinderen waren de latere keizers Go-Fushimi en Hanazono.
De keuze om Fushimi tot kroonprins te benoemen werd grotendeels aangestuurd door zijn vader. Deze drong er ook bij het Kamakura-shogunaat op aan om keizer Go-Uda tot aftreden te dwingen. Tijdens de eerste twee jaar van zijn regering had Fushimi geen directe macht omdat zijn vader nog regeerde als Insei-keizer. In 1289 trad Go-Fukakusa af van deze positie. Datzelfde jaar maakte Fushimi zijn eigen zoon, Go-Fushimi, tot kroonprins. Dit verergerde de gespannen toestand tussen de twee primaire takken van de keizerlijke familie; de Jimyoin-to (waar Fushimi tot behoorde) en de Daikakuji-tō. In 1290 werd een mislukte aanslag gepleegd op Fushimi.
In 1298 trad Fushimi af en werd zelf Insei-keizer. In 1308 spande hij samen met het shogunaat om zijn vierde zoon, Hanazono, op de troon te krijgen.
Fushimi stierf in 1317 op 52-jarige leeftijd.
* Regent Jingu staat niet op de traditionele lijst.